# Хижий шлюб
Хижий шлюб — це практика одруження з літньою людиною виключно з метою отримання доступу до її майна після її смерті. Хоча вимоги до розумової здатності скласти дійсний заповіт є високими, у більшості юрисдикцій вимоги для укладення дійсного шлюбу є набагато нижчими; навіть людина, яка страждає на деменцію, може одружитися. У багатьох юрисдикціях шлюбна угода анулює будь-який попередній заповіт, залишений особою, в результаті чого подружжя успадковує майно.
У Сполученому Королівстві була розпочата кампанія Predatory Marriage UK (спочатку відома як Justice for Joan), спрямована на зміну законів і процедур щодо шлюбу, щоб скоротити цю практику, за підтримки юриста Сари Янг з Ridley and Hall. Місцевий депутат, Фабіан Гамільтон, у 2018 році вніс до парламенту законопроєкт під назвою Законопроєкт про шлюб і цивільне партнерство (згода), щоб встановити, що шлюб більше не повинен завжди скасовувати попередній заповіт, і запровадив інші засоби захисту від грабіжницьких шлюбів. Законопроєкт ухвалено, але парламент закінчив час, але робота триває.

## Поширені способи шахрайства
Існує кілька методів, які, як відомо, використовувалися таким чином для націлювання на вразливих людей, часто передбачаючи примусову та контролюючу поведінку. Одним із прикладів є переконання вразливої особи підписати активи до або після шлюбу, щоб уникнути передшлюбних шлюбів. Це може бути замасковано як спосіб уникнути сплати податків або в обмін на турботу та прихильність, і часто супроводжується юридичною документацією, яка нібито захищає шахрайську особу, але така документація часто не витримується в суді, особливо якщо її надає шахрай.